# Marthula porioni
Marthula porioni är en fjärilsart som beskrevs av Paul Thiaucourt 1980. Marthula porioni ingår i släktet Marthula och familjen tandspinnare. Inga underarter finns listade i Catalogue of Life.